# 克拉倫登鎮區 (密歇根州)
克拉倫登鎮區（英語：Clarendon Township）是位於美國密歇根州卡爾霍恩縣的一個行政鎮區。

## 地方資料
克拉倫登鎮區的面積為92.50平方千米，當中陸地面積為92.00平方千米，而水域面積為0.50平方千米。根據2020年美國人口普查的數據，當地共有人口1181人，而人口密度為每平方千米12.77人。